# فيل جولد
فيل جولد هو عالم أورام كندي، ولد في 17 سبتمبر 1936 في مونتريال في كندا.